# Comme une ombre
Pour plus de détails, voir Fiche technique et Distribution.
Comme une ombre est un téléfilm français réalisé par Elsa Blayau d'après un scénario d'Éric Verat et Sébastien Paris.
Cette fiction policière est une production de French Cancan pour France 2,,.

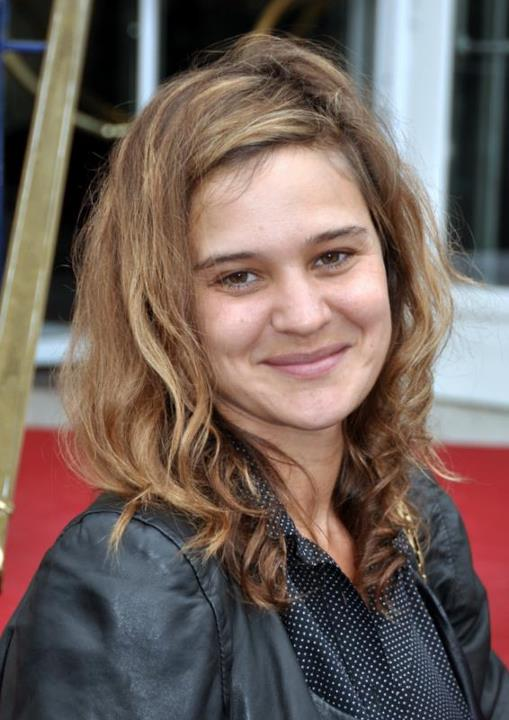
Marie Denarnaud.

## Fiche technique
Sauf indication contraire, les informations mentionnées dans cette section peuvent être confirmées par la base de données cinématographiques Allociné,  présente dans la section « Liens externes ».
- Titre français : Comme une ombre
- Réalisation : Elsa Blayau[1],[3]
- Scénario : Éric Verat et Sébastien Paris[1],[3]
- Production : Nicolas Traube
- Sociétés de production : French Cancan[1],[2],[3]
- Pays de production :  France
- Langue originale : français
- Format : couleur
- Genre : policier
- Durée : 90 minutes
- Dates de première diffusion :

## Distribution
- Marie Denarnaud : Marie Sainz
- Sara Martins : Claire Legende
- Foëd Amara : Tarek Hamzaoui
- Tiphaine Daviot : Magali Marciano
- Cédric Appietto : Mickaël Nicoulot
- Moïse Santamaria : Max Exposito
- Étienne Diallo : Olivier Bonisson
- Pasquale d'Inca : Guillaume Lessieur
- Franck Adrien : Jérôme Vanelli
- Jérôme Fonlupt : Colonel Lasserre
- Paul Joaquim Pereira : Agent de sécurité

## Production

### Genèse et développement
Le scénario est de la main d'Éric Verat et Sébastien Paris, et la réalisation est assurée par Elsa Blayau,.
La production est assurée par Nicolas Traube pour French Cancan.

### Tournage
Le tournage se déroule du 20 janvier au 14 février 2025 à Lyon et dans ses environs,.